# 押韻
押韻，又作壓韻，朗誦或詠唱時，產生鏗鏘和諧感。這些使用了同一韻母音節的地方，稱為韵脚。

## 押韵作用
人在记忆诗词时，是以整块进行记忆，比零碎记忆更容易记住。而押韵能够精细地将每句诗句分块记忆，这就是押韵的诗歌容易记牢的原因。
此外，大脑里面有掌控节拍的器官，正因此押韵的诗歌能够产生抑扬顿挫感。

## 语言与押韻
由於不同語言或方言，有不同的發音體系，因此押韻的實際情況亦有所不同。
西方的文學作品，也會使用押韻。莎士比亞的詩中也多押韻。而像十四行詩般的格律詩，更有必須押韻的要求。

## 外部連結
- Directory of rhyming dictionaries at the Open Directory Project （页面存档备份，存于）
- Querying rhyming words in WolframAlpha （页面存档备份，存于）